# Cleome houstonii
Cleome houstonii là một loài thực vật có hoa trong họ Màng màng. Loài này được R.Br. mô tả khoa học đầu tiên năm 1812.